# بیلی پای
بیلی پای (انگلیسی: Billy Pye؛ زادهٔ ۸ نوامبر ۱۹۳۰) بازیکن فوتبال اهل بریتانیا است.
از باشگاه‌هایی که در آن بازی کرده‌است می‌توان به باشگاه فوتبال پرسکوت کابلس و باشگاه فوتبال استوک‌پورت کانتی اشاره کرد.